# Intervención Federal a Mendoza de 1920
La Intervención federal del año 1920 a la Provincia de Mendoza fue dispuesta por el Gobierno Nacional a cargo de Hipólito Yrigoyen, luego de la muerte del gobernador José Néstor Lencinas en ese mismo año. Esta intervención se prolongó hasta 1922.
| Predecesor: José Néstor Lencinas | Intervención Federal 1920 - 1922 | Sucesor: Carlos Washington Lencinas |

- Datos: Q6449074